# Бирин
Святой Бирин (англ. Birin; прибл. 600 — 3 декабря 650 или 651) — первый епископ Дорчестерский, известен как «апостол Уэссекса» за обращение королевства Уэссекс в христианство. Его почитают как святого в католичестве, православии и англиканстве.
Дни памяти — 3 декабря (католичество и православие), 4 сентября (англиканство).

## Жизнь
Франк и бенедиктинский монах Бирин был посвящён в сан епископа в Генуе, и папа Гонорий I отправил его в составе миссии к западным саксам с целью обратить их в христианство. Бирин прибыл в порт Хамвик в Уэссексе в 634 году (ныне Саутгемптон). Во время его краткого пребывания в Хамвике была основана церковь Святой Марии.
В 635 году он убедил короля Кинегильса (ум. в 643 году) позволить ему проповедовать в Уэссексе. Кинегильс стремился объединиться с королём Нортумбрии Освальдом (ум. в 642 году) против мерсийцев. На последних переговорах между королями камнем преткновения было то, что христианин Освальд не желал заключать союз с язычником. Кинегильс крестился, а его крёстным отцом стал Освальд. Он назначил Бирина епископом Дорчестера. Изначально Бирин должен был проповедовать в тех частях Британии, куда ещё не ступала нога миссионеров и, возможно, он также должен был отправиться в Мерсию. Тем не менее он остался в Уэссексе.
Бирин усердно основывал церкви в Уэссексе, в том числе заложил церковь Святой Марии в Рединге. В 636 году Бирин крестил сына Кинегильса Квихельма (ум. в 636 году), а 639 году — его внука Кутреда (ум. в 661 году), которому стал крёстным отцом.
Бирин умер в Дорчестере 3 декабря 649 или 650 года.